# Кірхгайм-бай-Мюнхен
Кірхгайм-бай-Мюнхен (нім. Kirchheim bei München) — громада в Німеччині, розташована в землі Баварія. Підпорядковується адміністративному округу Верхня Баварія. Входить до складу району Мюнхен.
Площа — 15,51 км2. Населення становить 12 787 ос. (станом на 31 грудня 2020).